# Paweł Oksanowicz
Paweł Oksanowicz (ur. 1970) – dziennikarz radiowy i telewizyjny, autor książek. 

## Życiorys
Ukończył kulturoznawstwo na Uniwersytecie Łódzkim, podyplomową pedagogikę na Uniwersytecie Warszawskim, oraz Krakowską Szkołę Scenariuszową. 
Od 2000 roku pracował w warszawskim Radiu Kolor, gdzie prowadził  m.in. audycję Muzyczne popołudnie. 
Od 28 września 2006  do 31 sierpnia 2009 był dziennikarzem RMF FM. Na antenie krakowskiej rozgłośni prowadził programy w godzinach 21:00–1:00, 1:00–4:00 oraz 4:00–6:00. Wspólnie z Tomaszem Olbratowskim i Przemysławem Skowronem był gospodarzem niedzielnej audycji Wolne Żarty. Następnie był dziennikarzem Radia PiN, obecnie pracuje w Muzo.fm.  Współpracował także z telewizją RTL7, TVP, oraz Polsat Biznes. Jest też konferansjerem i prowadzącym debaty w tematyce biznesowej, społecznej, gale i inne wydarzenia. Jest jurorem konkursów o tematyce dziennikarskiej, społecznej, biznesowej. 
Jako autor książek  debiutował w 2004 roku powieścią Ostatnia prawdziwa historia miłosna. 1 października 2008 ukazała się następna książka Pawła Oksanowicza Zlew. Poza tym jest autorem „Kra Kra Krakowskiego Kryminału”, 2012, oraz współautorem książki biograficznej „Stanisław Mikulski. Niechętnie o sobie”, 2012. W kolejnych latach wydawał następne książki, ich lista poniżej. Był redaktorem portalu www.nienieodpowiedzialni.pl. Zajmuje się etyką biznesu, relacjami biznes–społeczeństwo, nowymi technologiami.

## Publikacje
- Ostatnia prawdziwa historia miłosna, wyd. Instytut Wydawniczy Książka i Prasa 2004 ISBN 83-88353-56-X.
- Zlew, wyd. Replika 1 października 2008 ISBN 978-83-60383-77-3.
- Kra Kra Krakowski Kryminał, wyd. Melanż październik 2012 ISBN 978-83-928029-1-4.
- Stanisław Mikulski. Niechętnie o sobie, wyd. Melanż październik 2012 ISBN 978-83-928029-0-7
- Emil Karewicz. Moje trzy po trzy. wyd. Melanż, czerwiec 2013, ISBN 978-83-928029-5-2
- Biuro Spełniania Marzeń,[3] wyd. Melanż, Warszawa 2014, ISBN 978-83-64378-06-5
- Jutro w Nowym Jorku. Rafał Brzoska o sobie i swoim biznesie. Wydawnictwo Naukowe PWN, styczeń 2015, ISBN 978-83-01-18450-6
- Skorpion z wydziału terroru. Grażyna Biskupska, wyd. Melanż. listopad 2015, ISBN 978-83-64378-12-6
- Młoda fala. Jak odważyć się na biznes, Wydawnictwo PWN, maj 2016, ISBN 978-83-01-18519-0
- Wielki pustynny szlem,[4] Wydawnictwo PWN, czerwiec 2016, ISBN 978-83-01-18839-9
- Biała Księga. Blockchain[5], Wydawnictwo PWN, październik 2018, ISBN 978-83-01-20183-8
- Finansiaki to my, Wyd. Bank Santander, 978-83-8154-046-9
- Aleksandra Przegalińska i Paweł Oksanowicz: Sztuczna Inteligencja. Nieludzka, arcyludzka; wyd. Znak 2020, ISBN 978-83-240-6050-4
- Jacek Santorski i Paweł Oksanowicz, I. Refleksje o przywództwie jutra, Wydawnictwo Agora 2020, ISBN 978-83-268-3610-7[6]
- Technologiczne magnolie, Wydawnictwo PWN  2021, EAN:9788301218690[7]
- Cofka, powieść, Amazon, ISBN-13 ‏ : ‎ 979-8362786328, self publishing, 2022[8]
- Dekada polskiego e-commerce, Wydawnictwo PWN, ISBN:9788301233198[9]